# تودورکا یوردانوا
تودورکا یوردانوا (انگلیسی: Todorka Yordanova؛ زادهٔ ۳ ژانویهٔ ۱۹۵۶) بازیکن بسکتبال اهل بلغارستان است.
از باشگاه‌هایی که در آن بازی کرده‌است می‌توان به اشاره کرد.